# Roger Etchegaray
Pour les articles homonymes, voir Etchegaray.
Roger Marie Élie Etchegaray, né le 25 septembre 1922 à Espelette et mort le 4 septembre 2019 à Cambo-les-Bains, est un cardinal français.
Originaire du Pays basque, il est archevêque de Marseille de 1970 à 1985, avant d'être appelé à Rome par le pape Jean-Paul II qui lui confie plusieurs postes importants au sein de la curie romaine. il assure la présidence de la Conférence des évêques de France de 1975 à 1981.

## Biographie

### Prêtre
Ordonné le 13 juillet 1947 pour le diocèse de Bayonne dans sa paroisse natale de Saint-Étienne d'Espelette, ce jeune prêtre basque traverse sous le pontificat de Pie XII les aléas de l’après-guerre, la réforme liturgique, la crise des prêtres ouvriers, la guerre d’Algérie dans l’ombre de Léon-Albert Terrier, évêque de Bayonne, avant de diriger le secrétariat de l’épiscopat français.

### Évêque
Expert au concile Vatican II, Roger Etchegaray est nommé évêque auxiliaire de Paris le 29 mars 1969, puis archevêque de Marseille le 22 décembre 1970. Le 27 août 1973, dans le contexte des ratonnades à Grasse, Marseille et ailleurs, il appelle publiquement au calme.
Il est nommé prélat de la Mission de France le 25 novembre 1975.
Il préside la Conférence des évêques de France de 1975 à 1981, ainsi que le Conseil des conférences épiscopales européennes de 1971 à 1979.
Il se retire de la mission de France le 23 avril 1982.
Le 8 avril 1984, il est nommé président des conseils pontificaux Justice et Paix et Cor Unum. Un an plus tard, le 13 avril 1985, il renonce à sa charge d'archevêque de Marseille pour se consacrer entièrement à la curie romaine.

### Cardinal
Roger Etchegaray est créé cardinal par Jean-Paul II lors du consistoire du 30 juin 1979, avec le titre de cardinal-prêtre de San Leone I, et dont il était l'ultime survivant. Il est élevé au rang de cardinal-évêque de Porto-Santa Rufina le 24 juin 1998.
Pendant plus de vingt ans, il est l'un des principaux collaborateurs du pape polonais. À la tête de deux dicastères — Justice et Paix et Cor Unum — il est l’envoyé spécial de Jean-Paul II.
De 1979 à 2005, il effectue des dizaines de voyages plus ou moins officiels, doublant souvent la diplomatie officielle du Saint-Siège. C’est lui qui est envoyé chez Fidel Castro, au Rwanda en plein génocide, dans Jérusalem en crise, au cœur de la Chine communiste ou auprès de Saddam Hussein : le Saint-Siège, opposé à l'invasion de l'Irak de 2003, envoie le cardinal Etchegaray auprès des autorités irakiennes pour les persuader de coopérer avec les Nations unies afin d'empêcher la guerre, sans succès,.
Il est aussi le délégué spécial du pape pour l’organisation de la rencontre inter-religieuse d’Assise en 1986, et pour l’animation du Grand Jubilé de l’an 2000. Il est, avec le cardinal Ratzinger, un des principaux conseillers et confidents de Jean-Paul II tout au long de son long pontificat.
Il perd sa qualité d'électeur le jour de ses 80 ans, le 25 septembre 2002. C'est pourquoi il ne peut pas participer aux votes des conclaves de 2005 (élection de Benoît XVI) et de 2013 (élection de François).
Vice doyen du Sacré-collège (appelé aussi Collège des cardinaux) du 30 avril 2005 au 10 juin 2017, il est alors le numéro trois du Saint-Siège dans l'ordre de préséance, derrière le pape et le cardinal Sodano, ancien secrétaire d'État, doyen du Collège des cardinaux.
Lors de la procession d'entrée de la messe de Noël célébrée en la basilique Saint-Pierre au Vatican le 24 décembre 2009, le cardinal Etchegaray tombe et se fracture le col du fémur, pris dans la bousculade lors d'une tentative d'agression du pape Benoît XVI par une déséquilibrée. Il est opéré à l'hôpital Gemelli à Rome le 27 décembre 2009, avec succès, selon le Vatican.
Le 26 avril 2014, il reçoit la dignité de Grand-croix de la Légion d'honneur qui lui est remise par le Premier ministre français Manuel Valls, à Rome à la villa Bonaparte.
Il prend congé du pape François au mois de janvier 2017 pour pouvoir se retirer au Pays basque, dans une maison de retraite à Cambo-les-Bains.
Le 10 juin 2017, le pape François accepte sa demande de le décharger de l'office de vice-doyen du collège et approuve l'élection, faite par les cardinaux-évêques, du cardinal Giovanni Battista Re pour le remplacer.
À la mort du cardinal José de Jesús Pimiento Rodriguez, le 3 septembre 2019, il devient le membre le plus âgé du collège cardinalice, mais il meurt le lendemain, le 4 septembre 2019. Albert Vanhoye lui succède comme cardinal le plus âgé.
Son cardinalat a duré 40 ans et 66 jours (du 30 juin 1979 au 4 septembre 2019).

### Obsèques

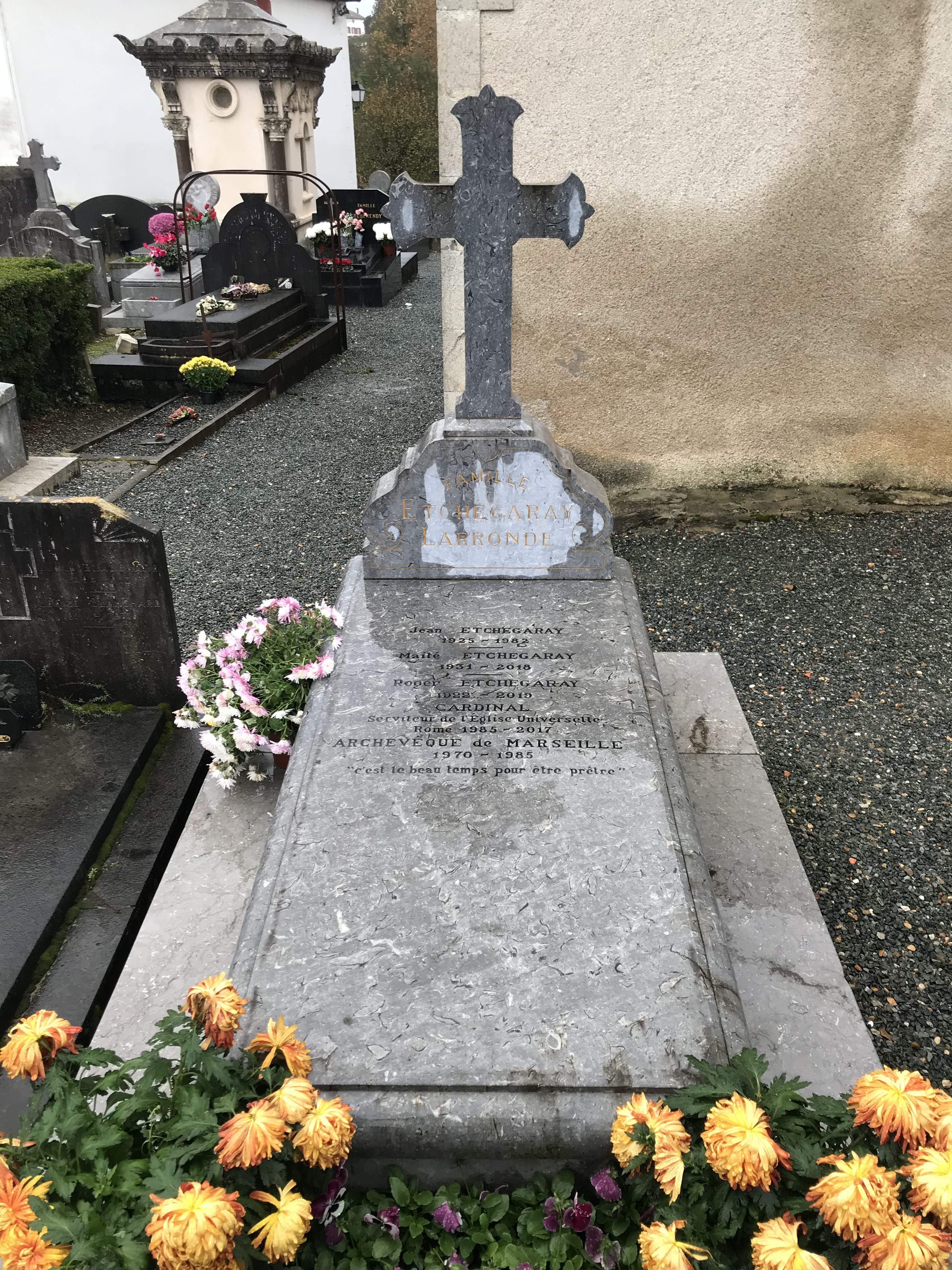
Sépulture du cardinal Etchegaray à Espelette

Les obsèques du cardinal Etchegaray sont célébrées le 9 septembre 2019 en la cathédrale Sainte-Marie de Bayonne. Elles sont présidées par le cardinal Dominique Mamberti et concélébrées par l'évêque de Bayonne, Marc Aillet, en présence de plusieurs autres évêques, notamment de l'archevêque de Bordeaux, le cardinal Jean-Pierre Ricard, et de l'archevêque de Lyon, le cardinal Philippe Barbarin. En fin d'après-midi, il est inhumé dans le caveau familial, à Espelette, son village natal.

## Succession apostolique
Roger Etchegaray a ordonné les évêques suivants :
- Évêque Henry-Camille-Gustave-Marie L'Heureux (1971)
- Évêque Joseph Théophile Louis Marie Madec (1983)
- Évêque Hervé Itoua (1983)
- Archevêque Anatole Milandou (1983)
- Cardinal Jorge María Mejía (1986)
- Archevêque Ivan Antonio Marín (es) (1997)
- Évêque Simon-Pierre Saint-Hillien, C.S.C. (2003)
- Évêque Pierre-André Dumas (2003)

## Œuvres
- J'avance comme un âne : A temps et à contretemps (nouv. édition), Paris, Fayard, coll. « Religieux (28) - (Nouvelle éd. refondue et augmentée) », 2006, 296 p. (ISBN 978-2-213-63136-3)
- Petite vie de Eugène de Mazenod (1782-1861), Paris, Desclée de Brouwer, 20061995 (ISBN 2-220-03709-6)
- J’ai senti battre le cœur du monde : conversations avec Bernard Lecomte, Fayard, coll. « Témoignages pour l'Histoire », 2007, 476 p. (ISBN 978-2213630571)
  - J'ai senti battre le coeur du monde : Conversations avec Bernard Lecomte, Paris, Editions Tallandier, coll. « Poche », 2019, 544 p. (ISBN 979-10-210-3655-0)
- L’homme, à quel prix ?, Paris, Points, coll. « Points documents », 2014, 128 p. (ISBN 978-2-7578-3886-0)
- Avec Dieu chemin faisant, Paris, La Martinière, coll. « Religion et spiritualité », 2015, 176 p. (ISBN 978-2-7324-6501-2)
- R. Etchegaray et Enzo Bianchi (Préface), Qu'ai-je-fait du Christ ?, Paris/Les Plans-sur-Bex (Suisse), Parole et Silence Editions, coll. « Spiritualité/Poche », 2015, 167 p. (ISBN 978-2-88918-456-9)

## Autres fonctions
- Vice-doyen du Collège cardinalice.
- Président émérite des Conseils pontificaux Justice et Paix et Cor unum, ancien président du Comité pour le Grand Jubilé de l'an 2000.
- Membre de l'Académie des sciences morales et politiques (depuis 1994).

## Distinctions
- Grand-croix de la Légion d'honneur (décret du 18 avril 2014 remise le 26 avril suivant par le Premier ministre Manuel Valls[12])
- Commandeur de l'ordre national du Mérite
- Grand-croix de l'ordre du Mérite hongrois

## Hommage
Un buste en glaise du cardinal Etchegaray a été réalisé par le sculpteur Daniel Druet.